# ANA大阪空港
ANA大阪空港株式会社（エーエヌエーおおさかくうこう）は、主に旅客ハンドリング業務を行う全日本空輸（ANA）のグループ企業。

## 概要
大阪国際空港（伊丹空港）神戸空港において全日本空輸(ANA)の地上業務並びに受託を受けた他の航空会社の地上業務を行う会社である。

## 沿革
1993年（平成5）年 - ANAは関西新空港の誕生を期に、全日本空輸(株)大阪空港支店の機能の一部を分社化し、新たに旅客サービスを担うANA SKYPAL（エーエヌエースカイパル）が誕生。それまで国際空港の機能を持つ伊丹空港の人員も関西空港の開港に伴い、人事異動や出向等で再編される。
また伊丹のグランドハンドリングを担っていた大阪空港事業（OAS）も関西国際空港開港に向け分社化。関空に新関西エアポートサービス(NKAS)、伊丹にANAエアポートサービス（APS）を設立。
その後2012年にANAグループ内の空港部門再編計画に則って、空港運営会社としてANA大阪空港が誕生した。ANA SKYPALは関空と伊丹に分割され
大阪国際空港(伊丹空港)のグランドバンドリを担う、ANAエアポートサービスとANA SKYPALの統合により、ANA大阪空港（株）が誕生する。
その際ANA SKYPALの在籍スタッフは
ANA大阪空港とANA関西空港いずれかの空港運営会社に希望転籍する。
神戸空港においては、ANA大阪空港の神戸事業部として継承された。ANA大阪空港開業後同社は、伊丹空港地区のANAグループの中核的存在として支店内の発展に寄与し、他部署、他部門と共にグループ運営を進めている。

## 空港会社特性
伊丹-羽田間は幹線であると同時に、羽田の国際線や成田の国際線への乗継利用も多い為、国際線接続の需要にも対応する仕組みや整備もされている。また伊丹ベースのCAも一定数在籍しており、その他ANA WINGSのベースでもある為、国内線の路線網も需実しており、日本を代表する基幹空港として、多くの路線に就航している。社としても、周辺自治体との連携や各種取り組みが盛んである。その他、健康経営優良企業としても長年表彰されており、実際にANA大阪空港グループの健康管理室を軸に健康増進や、空港内の保育園との連携により、働きやすい環境作りにも積極的に取り組んでいる。

## 関連情報
全日本空輸は、前身の極東航空時代の1956年から、松山空港において伊予鉄道と総代理店契約を締結し、空港カウンター業務や航空機の離発着作業などの空港業務を行ってきたが、2006年3月末に総代理店を契約を終了した。同年4月からはANAエアポートサービスが業務を引き継ぎ、空港業務を行っていた伊予鉄道の航空部門に在籍するANA担当従業員、約70人の出向を受け入れた。ANAエアポートサービスが母体となり、同年6月には「株式会社ANAエアサービス松山」を設立し、10月に開業。その後、ANAの空港部門再編計画により、ANAエアポートサービスとANA SKYPALが統合したことにより、ANA大阪空港が母体となる。

## ANA初グランドホステスの誕生
空港業務を担う地上職員「GH」の歴史
ANAでは、1968年に羽田空港と伊丹空港に同社初のグランドホステス（現在のグランドスタッフ）が誕生。
因みにJALでは、1966年に初めて空港スタッフ（グランド・ホステス）を採用。
3代目の客室乗務員と同じ制服を着用。※デザイナーは伊東 茂平 JASでは、1971年になる。
その後も全日空では「ANA特定地上職」という一般職掌で採用していた。1990年代中期以降は、首都圏に限定した採用になり、成田と羽田の2空港に限定し採用していた。（後に適性等により、一部オフィスワークや営業部門等への配属も可能であった。また適性や本人の意向により、後に総合職への職掌転換制度もあった。) また、羽田空港には、特定地上職の他に、ANA東京空港支店が既卒者を対象に募集する「全日空グランドサービス・アソシエイツ」という契約制のグランドスタッフも不定期に採用し、最長5年働ける枠がかつて存在した。後に契約満了後に適正を踏まえ正社員登用される者もいた。
日本における航空業界の成長は、ANA・JAS・JALのブランディング力が大いに影響しており、全日空でも空の玄関口の顔となる同職種は、女性が大活躍していた。1968年、伊丹と羽田に誕生してからも、花形の職種として、スチュワーデス(CA・客室乗務員)と共に、毎回高い競争倍率であった。